# 明石原人

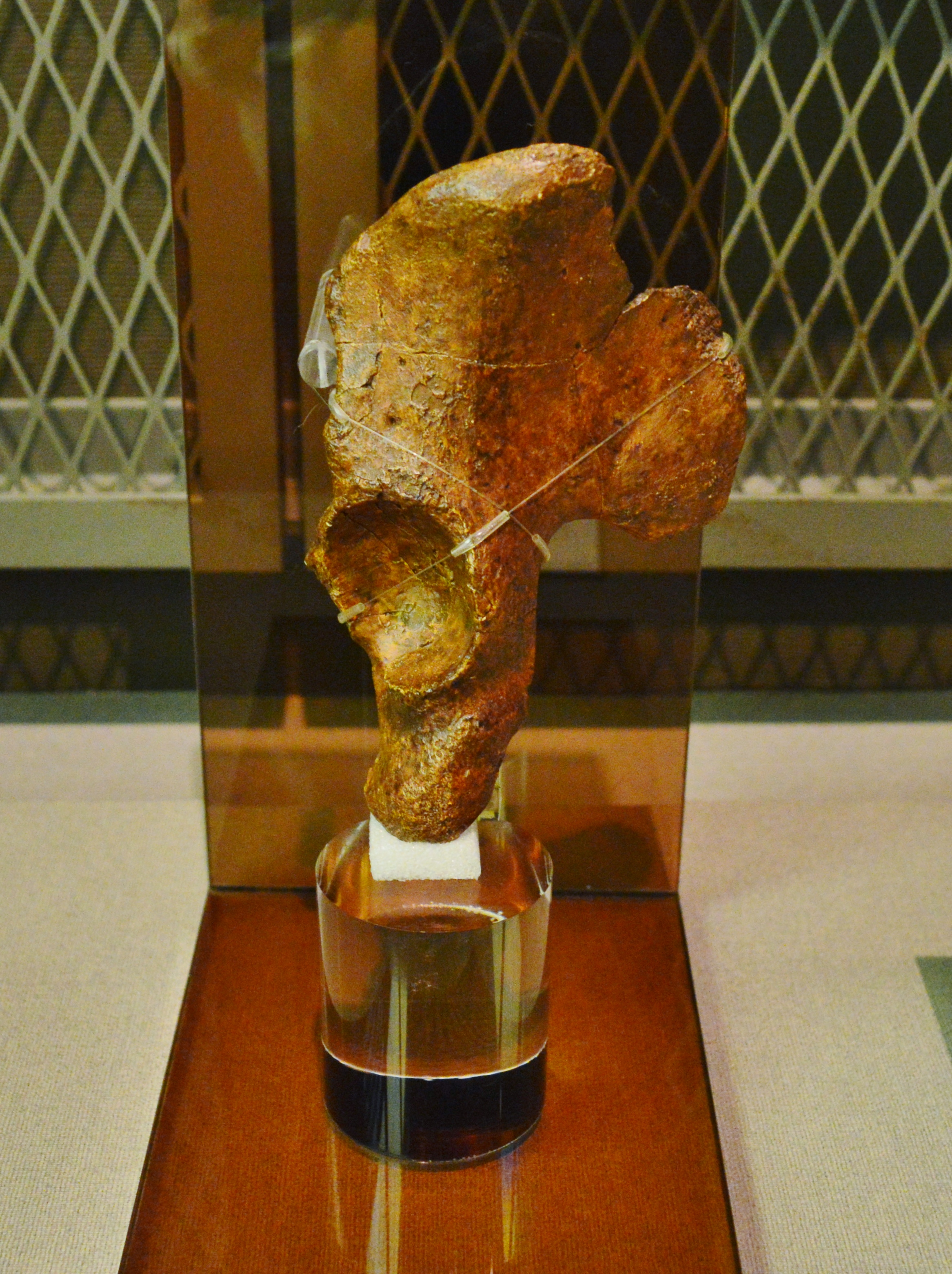
明石原人 寛骨（複製）明石市立文化博物館展示。

明石原人（あかし-げんじん、別名：明石人〈あかし-じん〉、西八木人骨（にしやぎ-じんこつ））は、かつて日本で発見された化石人骨を基に、日本列島に居住したと推測された古人類。
日本の考古学史および人類学史において注目されるべきものであったが、現物は戦禍によって失われており、現在も論争が続いている。

## 呼称
明石原人は従来の呼称であるが、北京原人やジャワ原人などとは異なり、猿人・原人・旧人・新人のうちどの進化段階に該当するか現時点では定かでない（新人説や旧人説がある）。ゆえに今日では「明石原人」ではなく「明石人」と表記される場合もある。
2つの呼称が並立するなか、発見時からの経緯に重点を置く観点により、現状を正確に反映してはいないものの当時から使われ続けている呼称である「明石原人」のほうを、本項目名に採用した。

## 発見と喪失、研究の経緯

### 人骨の発見
1931年（昭和6年）4月18日、兵庫県明石市の西八木海岸において、直良信夫が中期更新世の地層から崩れた堆積物から古い人骨の一部（右寛骨〈う-かん-こつ〉：os coxae (right)）を発見した。腰骨は鑑定のため、4月の内に東京帝国大学（現・東京大学）人類学教室の松村瞭のもとへ送られ、写真撮影や石膏模型の製作など予備的な研究が行われ、松村自身も6月6日に助手の須田昭義と共に西八木海岸を訪れた。しかし計測などの形態的研究が行われず、最終的な結論が出されないまま返却された。
1922年（大正11年）頃から、洪積世の動物化石が分布することから同時代の人類が日本にもいたと考えていた直良は、同地点で発見した動物化石や石器を元に、旧石器文化の存在を主張した。この論文で直良は人骨に触れなかったが、翌1932年（昭和7年）1月4日に地元の化石収集家が大正時代に採集したという頭蓋骨の破片を見て、松村の元に図面と写真を郵送した。
新たに見つかった腰骨は学界で注目されたが、直良が研究機関に属さないアマチュアの研究者だったこと、地層から出土したものでは無い採集品だったこと、松村は人類学者だったが人骨は専門ではなく小金井良精から慎重な意見を得たこと、当時の日本考古学界で日本列島に旧石器文化があったとする説が主流でなかったことなどから、専門家には相手にされないままであった。発見された年の5月から7月にかけて、人骨を旧石器時代のものとする直良の主張は学界では認められることはなく、直良も専門的研究を発表しなかった。さらに、石膏模型を製作した松村が1936年（昭和11年）に逝去したこともあって、学会でも東大でも、この腰骨は忘れられていった。直良は、打ち上げられた投身者の遺骨か、崖上の墓地から落ちてきた遺骨を古い人骨に仕立てたという悪評を立てられ、世間から白眼視されたと述懐している。

### 焼失
唯一の物証である腰骨は直良の元に戻ったが、第二次世界大戦中の1945年（昭和20年）5月25日の東京大空襲（山の手空襲）によって焼失した。
この人骨の焼失については、家族に制止された直良が「骨が焼ける!骨が焼ける!」と叫ぶ目の前で自宅ごと炎上したというセンセーショナルなものや、呆然とする直良の面前で炎上したとするものが紹介されている。だが、直良の長女である直良三樹子によると、自宅周辺に焼夷弾がばらまかれたため、直良の「もうよせ!早く逃げろ!焼け死ぬぞ!」の一言で一家は慌てて避難するしかなく、家族も直良自身も化石人骨は失念していた。10日後になってようやく鎮火し、直良も化石人骨のことが気がかりになり、焼け跡を掘ってみたが、一緒に保管していた同地点採集の石器だけが残っており、化石はとうとう見つからなかったという。

### 石膏模型の再発見
唯一残った石膏模型も忘れられ、東大人類学教室の陳列戸棚に放置されていたが、1947年（昭和22年）11月6日、東京大学理学部人類学科名誉教授の長谷部言人が写真を発見したことをきっかけに模型が再発見された。興奮した長谷部は石膏模型を計測し、壮年男性の腰骨だが現代人に比べて類人猿に近い特徴を有すると指摘して、この人骨はシナントロプスやピテカントロプスとほぼ同時期の原人のものであると主張。学名ではなく通称としてNiponanthropus akashiensis （ニポナントロプス・アカシエンシス）」の名前を与えた。さらに長谷部は、この人骨をパラステゴドンの化石と同じ地層から発見したという直良の証言から、この人骨はシナントロプスよりも古い人類のものであり、縄文時代以前に人類が日本列島に存在した証左だと結論づけた。
しかし比較できる化石が少なく、化石の現物は焼失していることから、疑問を呈する研究者も多かった。同年、日本学術会議に「明石西郊含化石研究特別委員会」が設置され、10月20日から長谷部を調査団長とする西八木海岸の発掘調査が1ヶ月をかけて行なわれた。しかし、長谷部の「オブサーバーとしてなら参加を許す。」の一言に怒った直良が参加を拒否したため、調査団は化石発見地点から約80m西寄りの場所を調査してしまい、200万円（当時）もの予算を計上したにもかかわらず、人骨や石器はおろか、植物化石以外の動物化石すらも発見できなかった。
1950年代には、松村が作った模型からさらに2個の石膏模型が作られたが、原型となった石膏模型は一部破損した状態で名誉教授室に保管され続けた。

### 多変量解析法による検討
東京大学の遠藤萬里は、1960年代にイスラエルで発見されたネアンデルタール人であるアムッド人の人骨を分析した際、比較に用いた明石原人の腰骨に現代的という印象を持った。
原人の出土例が増加し、容易に比較検討できるようになった。1982年（昭和57年）、コンピューターを用いた多変量解析法による石膏模型の解析が遠藤萬里と国立科学博物館の馬場悠男によって行われた。その結果、人類進化史の各段階の人骨と比較して明石原人は計測値で港川人とも正対する点、非計測項目でも現代人要素が強い点から、明石原人は完新世に収まる縄文時代以降の新人であるという説を打ち出した。現在は、これが定説のようになっているともされる。
しかし、実際に腰骨を見た人物が化石化していたと証言している点や、国立歴史民俗博物館の春成秀爾が西八木海岸で石器を採集した点から、西八木海岸の再調査が望まれた。

### 西八木海岸の発掘調査
1985年（昭和60年）春、春成秀爾による西八木海岸の再発掘調査が行われ、人骨が出土したとされる地層と同じ更新世中期の礫層から、人工的加工痕の認められる木片が出土した。この木片は広葉樹のハマグワと鑑定され、板状に裂けない広葉樹であることから人工品の可能性が考えられた。なおこの地層年代は最終間氷期後半（約8万年前）～最終氷期前半（約6万年前）と考えられている。
1997年（平成9年）には明石市教育委員会が近隣の藤江川添遺跡で発掘調査を行い、中期旧石器時代のものとみられるメノウ製の握斧を発見した。しかし、直良が発見した人骨がどの段階のものであったのかは、今もって解明されていない。

### エピソード：別の旧石器時代人骨？の発見
1969年、境港市の工事現場で作業員によって発見された左顎の一部とみられる骨を、1970年、早稲田大教授となっていた直良信夫が鑑定、「5万～2万年前の後期旧石器時代の女性」のものと発表した。年代は新しく、これは新人となる。発見場所の旧地名にちなみ「夜見ケ浜人」と命名された。しかし、人骨が見つかった地層から年代鑑定を否定する見解も示されていた。直良は学術誌に論文発表しないまま退官、人骨の寄贈を受けた早稲田大が1978年頃に東京大に再鑑定を依頼していたが、1985年に直良氏が死去したため早大に返還されたとみられたものの、所在不明になっていた。境港市の元教育長で郷土史家であり伯耆文化研究会会長の根平雄一郎2006年以降、探索を始め、2013年には早稲田大文学学術院の長崎潤一教授（旧石器考古学）にも協力を求めていた。2024年4月16日、長崎教授らの研究室の引越の際に、直良が残した段ボールの中から、プラスチックケース内に綿にくるまれた人骨が見つかった。骨は化石化しているらしくずっしりと重く、早稲田大は、外部に依頼して年代測定などを進める予定だという。

## 展示
明石市大久保町八木には、「明石原人」腰骨発見の地の説明版が立っている。
明石市立文化博物館と兵庫県立考古博物館は、一コーナーを設けて明石原人と直良信夫を紹介している。